# Ильченково (Черкасская область)
Ильченково (укр. Ільченкове) — посёлок в Городищенском районе Черкасской области Украины.
Население по переписи 2001 года составляло 11 человек. Почтовый индекс — 19522. Телефонный код — 4734.

## Местный совет
19522, Черкасская обл., Городищенский р-н, с. Петрики, ул. Октябрьская, 2